# ジニエル・ド・ヴィリエ

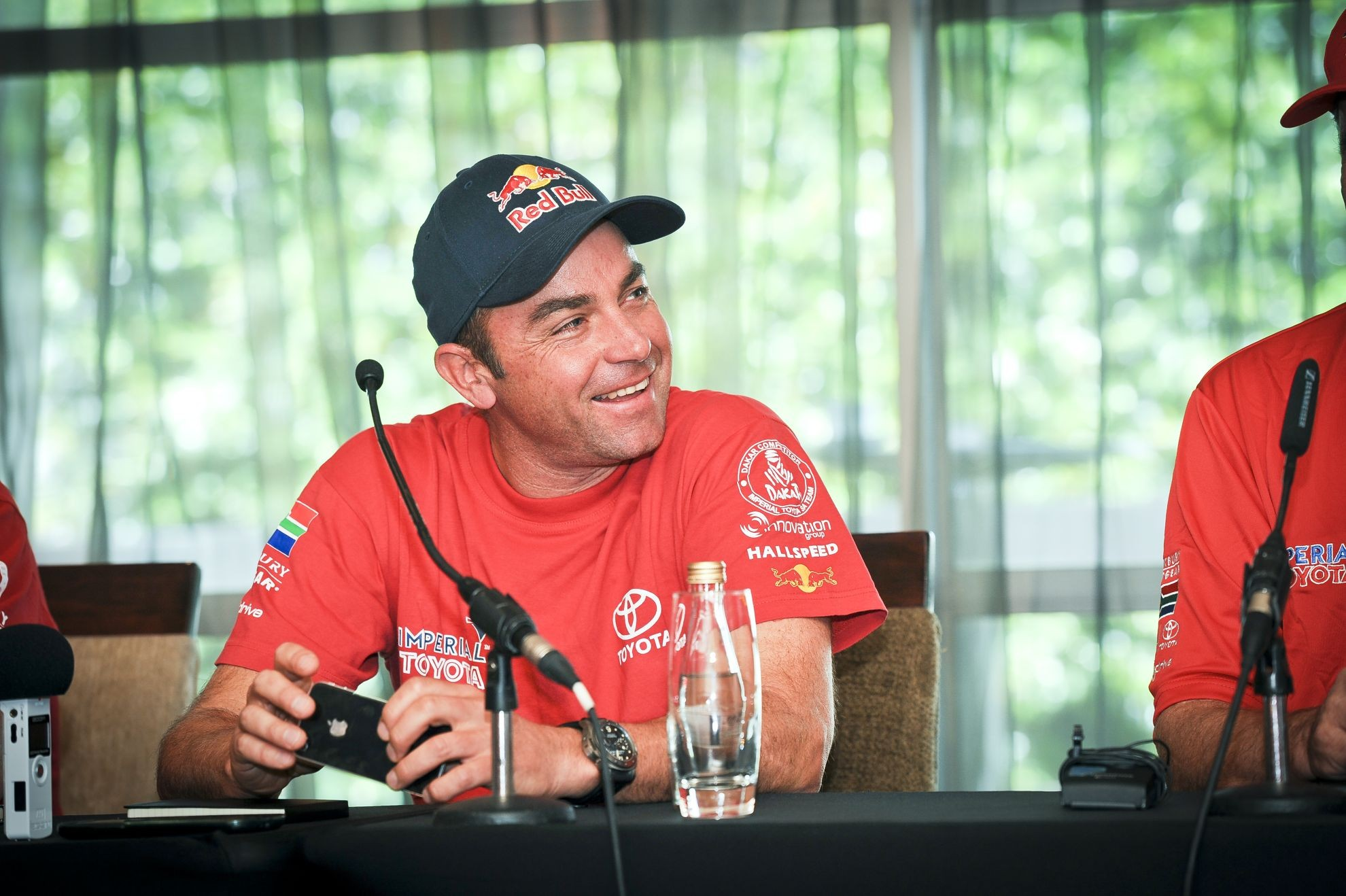
2014年ダカール・ラリーのプレスカンファレンスにて

ジニエル・ド・ヴィリエ（Giniel de Villiers、1972年3月25日 - ）は、南アフリカ共和国のレーシングドライバー及びラリードライバー。バリーデール生まれ。
2009年にダカール・ラリーで総合優勝を果たした（四輪部門のアフリカ人として唯一の記録）。
名前は「ジニール・ドゥビリエ」「ジニール・ド・ヴィリエール」などの表記ゆれがある。

## 来歴
モータースポーツ好きの父にゴーカートを与えられ、4歳から農場のオフロードコースを走り込んでいた。

### 日産
サーキットレースでキャリアをスタートさせ、スーパーツーリング規定時代の南アフリカ・ツーリングカー選手権で活躍。1995・1996年には世界各国のツーリングカードライバーを招いて開催された国際戦で日産のドライバーとして参戦。なお1995年には関谷正徳とも相見えている。
日本での活躍が知られるアンソニー・レイドとマシンを共有した1996年は、担当した4レース中2レースで優勝した。1997年から2000年まで、現地日産ディーラーが後援する日産・プリメーラをドライブし南アフリカ・ツーリングカー選手権で4年連続王者に輝いた。
2001年に選手権が消滅したのにあわせて戦場をオフロードレースに切り替え、ナビのマイケル・ヨルダーンと共に日産・ダットサントラックに乗り、国内選手権の生産車部門を制覇。2003年に南アメリカの覇者である『ホールスピード』が運営する、日産のワークスチームからダカール・ラリーにデビュー。以降2005年を最後に日産が撤退するまでの3年間、アリ・バタネン、コリン・マクレー、篠塚建次郎といった錚々たる同僚たちを総合順位で常に上回り、毎年日産勢の最高順位で完走を果たした。
ナビば2003年はパスカル・マイモン、2004年にはフランソワ・ヨルダーン、2005年にはジャン-マリー・ラーキンと日産に所属していた間毎年代わっている。

### フォルクスワーゲン

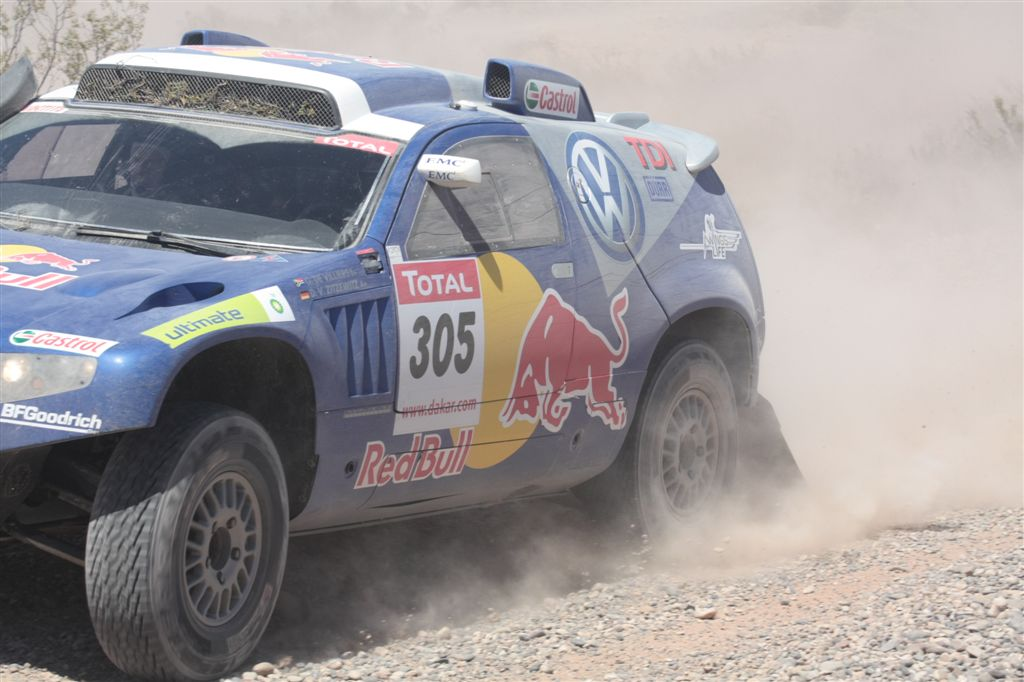
2009年総合優勝した時のダカール

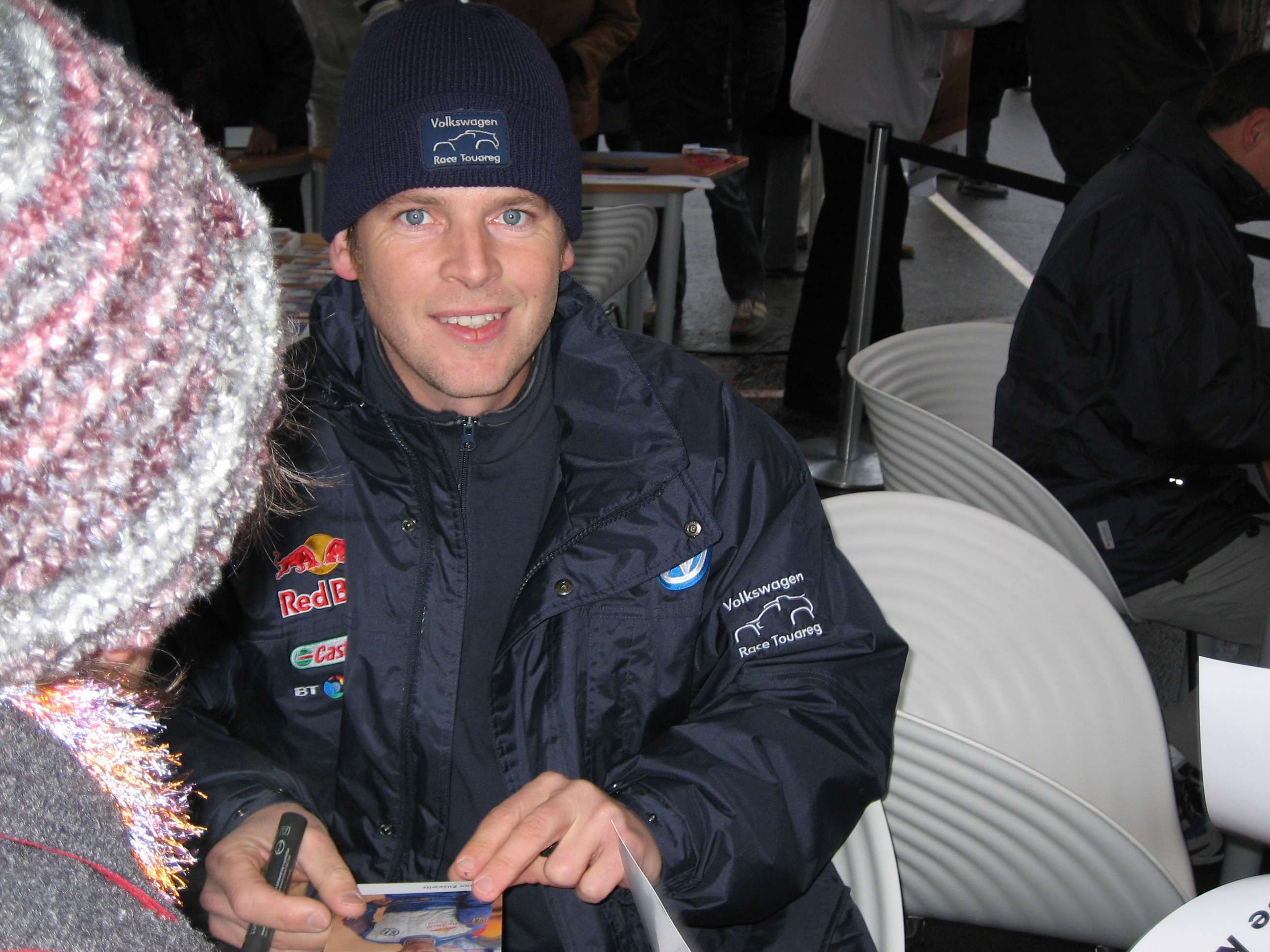
フォルクスワーゲン時代のナビであるディルク・フォン・ツィッツェヴィッツ（写真は2005年にロビー・ゴードンと組んだ時のもの）

2006年は日産の撤退によりフォルクスワーゲンに移籍。ナビゲーターは女性のティナ・ソーナーに交代。同僚たちが脱落する中生き残り、三菱自動車のリュック・アルファンド に追いすがるが、わずか17分届かず、総合2位となった（初の表彰台）。2007年のナビはディルク・フォン・ツィッツェヴィッツとなり、前半戦終了時点で首位に立ったが、エンジントラブルで後退。4つのステージで勝利したにもかかわらず総合では11位に終わった。
2009年は自転車でのトレーニング中に背中に重症を負っていたが、神経外科医から止められたのを振り切って参戦。左腕の感覚が無いほどの痛みを堪えた甲斐あって、ツィッツェヴィッツとともに初のダカール総合優勝を果たした。これは圧倒的首位を築いていたチームメイトのカルロス・サインツが終盤ステージ12で崖から転落してリタイアしたり、総合2位のチームメイトのマーク・ミラーからわずか8分差で逃げきったりというドラマティックな勝利であった。またアフリカ人として初の四輪部門優勝でもある（トラック部門では1980年に記録されている）が、惜しくも地元のアフリカ開催が終わって南米大会の初年度であった。常勝三菱自動車軍団の連勝を7で止める勝利でもあり、サーキット時代から日産モータースポーツを率いてドヴィリエと共に戦ったロッド・ホールは「1979年にF1王者となったジョディ・シェクター以来の南アフリカ人による快挙」と称えた。
2010年はエンジントラブルにより総合7位、2011年は総合2位であった。
2009年のレース・オブ・チャンピオンズにもデビッド・クルサードとともに参加（グループB予選通過ならず）。また2011年にフォルクスワーゲンの縁でニュルブルクリンク24時間レースにもサインツ、ナッサー・アル＝アティヤ、クラウス・ニーヅビーズとともにCNG（天然ガス車）のフォルクスワーゲン・シロッコで参戦し、AT（代替パワートレイン）クラス優勝・総合27位という結果を残している。

### トヨタ

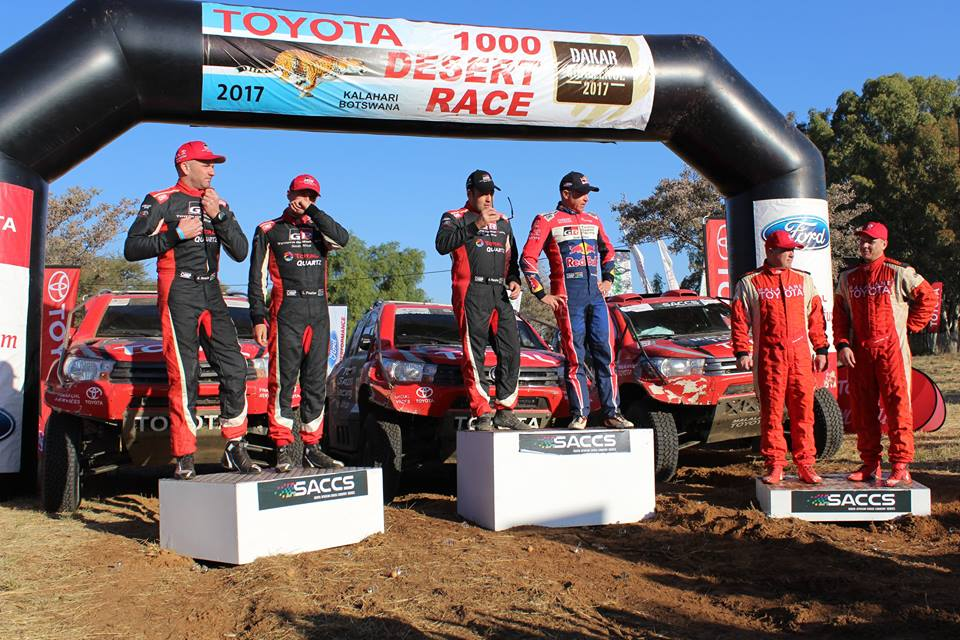
南アフリカクロスカントリーラリー選手権のトヨタ1000デザートレース（2017年、表彰台中央右）

2011年末を持ってフォルクスワーゲンはダカールから撤退したため、2012年から前述のロッド・ホール率いる南アフリカトヨタチームから参戦するようになった。以来2023年現在まで10年以上に渡りトヨタ・ハイラックスでダカールに参戦している。2017年からはツィッツェヴィッツに代わり、元二輪ライダーのデニス・マーフィーがナビに就いている。
加入から数年の間はトヨタのエースとして活躍し、デビュー年の2012年を含め、2018年までに5度総合の表彰台に上っている。特に2013〜2015年のX-raid（BMW/MINI）勢はトップ5独占の勢いであったが、ことごとくそれを阻止しきったのはドゥビリエの孤軍奮闘に寄るところが全てであった。
しかし2017年にナッサー・アル＝アティヤがトヨタに加入して以降はセカンドドライバーの座に落ち着いてしまった。2022年大会ではセンチネル（車両が接近すると知らせる装置）の不具合や地形の難しさから二人のライダーと接触してしまい、彼のジェスチャーを「大丈夫」というものと勘違いして救護しなかったため5時間のタイムペナルティを受け、さらにSNSで殺害予告を受け取るなどの騒ぎになった。なお接触後、ドゥビリエはライダーに車両代および参加費の弁償を約束した上で謝罪。ライダーたちに怪我はなく、ペナルティは抗議の結果、すぐにFIAにより精査され撤回されて表彰台争いに復帰できた。
その一方で安定感の高さは群を抜いており、ダカールではイベントリタイアを1度もしたことがない。初参戦以来、2023年時点で菅原義正の記録に並ぶ20回連続完走を果たしており、うち総合トップ5フィニッシュは15回。トップ10フィニッシュできなかったのは2007年のたった1度のみである。
南アフリカ国内のクロスカントリーラリーシリーズ（SACCS）では、2022年に年間チャンピオンを獲得している。

## レース戦績

### サーキットレース
1995年より、南アフリカツーリングカー選手権に日産・セントラで参戦を開始。翌1997年から2000年まで日産・プリメーラで、4年連続チャンピオンを獲得した。
- 1995年南アフリカツーリングカー選手権 日産・セントラ
- 1996年南アフリカツーリングカー選手権 日産・セントラ(シリーズ11位)。
- 1997年南アフリカツーリングカー選手権 日産・プリメーラ(シリーズチャンピオン12勝)。
- 1998年南アフリカツーリングカー選手権 日産・プリメーラ(シリーズチャンピオン11勝)。
- 1999年南アフリカツーリングカー選手権 日産・プリメーラ(シリーズチャンピオン 9勝)。
- 2000年南アフリカツーリングカー選手権 日産・プリメーラ(シリーズチャンピオン10勝)。
- 2008年ニュルブルクリンク24時間レース-SP3Tフォルクスワーゲン・シロッコクラス2位。
- 2011年ニュルブルクリンク24時間レース-ATクラス優勝｡フォルクスワーゲンシロッコ

### レインボーカップ・インターナショナル・スーパーツーリングシリーズ
| 年     | チーム                       | コ・ドライバー     | 使用車両         | 1     | 2       | 3     | 4         | 5     | 6       | 7     | 8       | 順位 | ポイント |
| ------ | ---------------------------- | ------------------ | ---------------- | ----- | ------- | ----- | --------- | ----- | ------- | ----- | ------- | ---- | -------- |
| 1995年 | BPニッサン・モータースポーツ | ティム・ハーベイ   | 日産・プリメーラ | CHA 1 | CHA 2   | CHA 3 | CHA 4 3   |       |         |       |         |      |          |
| 1996年 | BPニッサン・モータースポーツ | アンソニー・レイド | 日産・プリメーラ | CHA 1 | CHA 2 5 | CHA 3 | CHA 4 DNF | KIN 1 | KIN 2 1 | KIN 3 | KIN 4 1 | 4位  | 20       |

### ダカールラリー
| 年   | クラス             | メーカー           | 総合順位           | ステージ勝利       |
| ---- | ------------------ | ------------------ | ------------------ | ------------------ |
| 2003 | 四輪               | 日産               | 5                  | 0                  |
| 2004 | 四輪               | 日産               | 7                  | 1                  |
| 2005 | 四輪               | 日産               | 4                  | 2                  |
| 2006 | 四輪               | フォルクスワーゲン | 2                  | 1                  |
| 2007 | 四輪               | フォルクスワーゲン | 11                 | 4                  |
| 2008 | イベントキャンセル | イベントキャンセル | イベントキャンセル | イベントキャンセル |
| 2009 | 四輪               | フォルクスワーゲン | 1                  | 4                  |
| 2010 | 四輪               | フォルクスワーゲン | 7                  | 0                  |
| 2011 | 四輪               | フォルクスワーゲン | 2                  | 1                  |
| 2012 | 四輪               | トヨタ             | 3                  | 0                  |
| 2013 | 四輪               | トヨタ             | 2                  | 0                  |
| 2014 | 四輪               | トヨタ             | 4                  | 1                  |
| 2015 | 四輪               | トヨタ             | 2                  | 0                  |
| 2016 | 四輪               | トヨタ             | 3                  | 0                  |
| 2017 | 四輪               | トヨタ             | 5                  | 0                  |
| 2018 | 四輪               | トヨタ             | 3                  | 1                  |
| 2019 | 四輪               | トヨタ             | 9                  | 0                  |
| 2020 | 四輪               | トヨタ             | 5                  | 1                  |
| 2021 | 四輪               | トヨタ             | 8                  | 1                  |
| 2022 | 四輪               | トヨタ             | 5                  | 1                  |
| 2023 | 四輪               | トヨタ             | 4                  | 0                  |

## 余談
2004年にBRP車初となるダカール・ラリーのクアッド（ATV）クラス優勝をもたらし、南アフリカ国内オフロード選手権でも1998・2001・2002・2004年にクアッドクラスチャンピオンを獲得した、CDVレーシング創設者のコルネル・ド・ヴィリエとは血縁関係にはない。